# André-Pierre Puget
André-Pierre Puget (Luik, 3 augustus 1967) is een Belgisch politicus die actief was voor de Parti Populaire.

## Levensloop
Puget werkte eerst als mecanicien in de landbouw en werd tevens ondernemer en zaakvoerder van een bedrijf dat laadpalen voor elektrische auto's produceert. Daarnaast was hij vakbondsafgevaardigde en later secretaris-generaal van Federauto Wallonie-Bruxelles, een maatschappij van elektrische wagens.
Bij de verkiezingen van 2014 was Puget lijsttrekker van de PP-lijst voor het arrondissement Luik voor het Waals Parlement en campagneleider van de Parti Populaire. Hij werd verkozen als parlementslid en werd zo de enige PP-verkozene in het Waals Parlement. Als Waals Parlementslid was hij automatisch ook lid van het Parlement van de Franse Gemeenschap.
In december 2015 verliet hij ontevreden de PP, omdat hij vond dat de partij zich te veel focuste op het thema immigratie. Sindsdien zetelt hij als onafhankelijke in het Waals Parlement en is de PP dus niet langer vertegenwoordigd in het Waals Parlement.
In december 2016 trad Puget toe tot de partij La Droite, die ter gelegenheid van zijn komst herdoopt werd naar La Droite Citoyenne. In februari 2017 verliet hij de partij echter na een conflict met partijvoorzitter Aldo-Michel Mungo, die Puget ervan beschuldigde dat hij nepbanen creëerde en samenwerkte met extreemrechts. Puget richtte vervolgens in april 2017 zijn eigen politieke beweging J'Existe op, die zich voornamelijk bezighield met de belangen van zelfstandigen en de mensen in de horeca. Vervolgens was Puget begin februari 2019 medestichter van de partij Union des Démocrates. Later die maand sloten Puget en de UDD zich aan bij de rechts-liberale Listes Destexhe van voormalig MR-politicus Alain Destexhe.
Bij de Waalse verkiezingen van mei 2019 trok Puget de Listes Destexhe-lijst in het arrondissement Luik. Hij raakte echter niet herkozen als parlementslid.